# 谢世梅
谢世梅（1972年—），广西融安人，苗族，中华人民共和国政治人物、第十二届全国人民代表大会广西地区代表。
毕业于西南大学化学专业。加入中国民主促进会。2013年，担任全国人大代表。